# Ricardo Almeida (lutador)
Ricardo Almeida (Nova Iorque, 29 de novembro de 1976) é um lutador americano-brasileiro aposentado de artes marciais mistas.

## Background
Almeida é um Faixa Preta de 3° Grau em Jiu Jitsu Brasileiro de Renzo Gracie, e parte da Gracie Barra Combat Team e também da Gracie Barra. Almeida é um veterano do Ultimate Fighting Championship, Pride Fighting Championships, Grapplers Quest e ex-King of Pancrase no Peso Médio. No Pancrase ele tem vitórias notáveis sobre Nate Marquardt e Kazuo Misaki. Almeida traina com e treina o ex-Campeão Peso Leve do UFC Frankie Edgar no antigo ginásio dos Gracie em Robbinsville, New Jersey.

### Incidente com Marquardt
Em 30 de Novembro de 2003, Almeida foi envolvido em uma luta com o oponente peso médio Nate Marquardt em uma luta pelo título do Pancrase. Marquardt foi colocado em uma guilhotina em que o árbitro pensou que ele tinha desistido. O árbitro foi incapaz de separar os lutadores imediatamente e o estrangulamento permaneceu aplicado em volta do pescoço de Marquardt após a aparente finalização de Marquardt. Após o estrangulamento ser solto, Marquardt soltou um golpe no rosto de Almeida, o que levou ambos córners a discutir dentro do ring – incluindo Renzo Gracie, que estava no córner de Almeida e chutou o rosto de Marquardt. O confronto chegou ao fim e Marquardt se aproximou de Almeida após a luta para parabenizá-lo. Almeida então vagou seu título em Julho de 2004.

### Aposentadoria
Almeida se aposentou por um período de quatro anos após uma sequência de seis vitórias para focar na sua escola de Jiu Jitsu em Hamilton Township, Mercer County, New Jersey. Então, ele lutou na categoria dos Meio Médios do UFC, e se aposentou em 2011.

### Ultimate Fighting Championship
Sua luta de retorno no UFC ocorreu no UFC 81, onde ele enfrentou Rob Yundt aos 1:08 do primeiro round. A próxima luta de Almeida foi contra Patrick Côté no UFC 86, onde ele perdeu por decisão unânime.
Almeida retornou no UFC Fight Night: Condit vs. Kampmann, essa vez no card preliminar, para enfrentar Matt Horwich, vencendo por decisão unânime. Sua próxima luta aconteceu em 8 de agosto em Filadélfia contra Kendall Grove no UFC 101. Almeida venceu controlando a luta para vencer a luta por decisão unânime.
Ele era esperado para enfrentar Jon Fitch no UFC 106, mas foi obrigado a se retirar da luta devido a uma lesão no joelho sofrida nos treinos.
Almeida enfrentou Matt Brown em 27 de Março de 2010 no UFC 111 em sua estreia nos meio médios. Almeida derrotou Brown por finalização aos 2:30 do segundo round.
Almeida enfrentou o ex-Campeão Meio Médio do UFC e Hall da Fama do UFC Matt Hughes em 7 de agosto de 2010 no UFC 117 e perdeu por finalização técnica.
Almeida enfrentou TJ Grant em 11 de Dezembro de 2010 no UFC 124. Almeida derrotou Grant por decisão unânime.
Almeida enfrentou Mike Pyle em 19 de Março de 2011 no UFC 128. Ele perdeu a luta por decisão unânime.

### Segunda aposentadoria
Almeida se aposentou pela segunda vez em 30 de Março de 2011, dizendo que ele não poderia se focar 100 porcento na luta, citando sua família, seu filho (que foi diagnosticado com autismo), e dar aulas em suas academias, como outras áreas de sua vida precisarem de atenção. Ele acrescentou que continuaria a ajudar o UFC e membros da equipe como Frankie Edgar e Kris McCray.

### Jurado de MMA
Uma semana após sua aposentadoria, Almeida se tornou jurado profissional de MMA em New Jersey. Em 5 de Maio de 2012, ele fez sua estreia em um evento grande como jurado no UFC on Fox: Diaz vs. Miller no Izod Center em East Rutherford, New Jersey.

## Vida pessoal
Ricardo vive em Bordentown (NJ) com seus dois filhos. Ele é o técnico principal e dono da Ricardo Almeida Brazilian Jiu Jitsu School localizada em Robbinsville(Nova Jérsia) (NJ) e em Newtown (PA), onde ele treina seu protegido Max Bohannon que se graduou em Bordentown em 2009.

## Cartel no MMA
| Cartel no MMA       |             |            |
| 18 lutas            | 13 vitórias | 5 derrotas |
| Por nocaute         | 0           | 1          |
| Por finalização     | 5           | 1          |
| Por decisão         | 8           | 2          |
| Por desqualificação | 0           | 1          |

| Res.    | Cartel | Oponente       | Método                                         | Evento                               | Data       | Round | Tempo | Local                     | Notas                               |
| ------- | ------ | -------------- | ---------------------------------------------- | ------------------------------------ | ---------- | ----- | ----- | ------------------------- | ----------------------------------- |
| Derrota | 13–5   | Mike Pyle      | Decisão (unânime)                              | UFC 128: Shogun vs. Jones            | 19/03/2011 | 3     | 5:00  | Newark, New Jersey        | Se aposentou após a luta.           |
| Vitória | 13–4   | TJ Grant       | Decisão (unânime)                              | UFC 124: St. Pierre vs. Koscheck     | 11/12/2010 | 3     | 5:00  | Montreal, Quebec          |                                     |
| Derrota | 12–4   | Matt Hughes    | Finalização Técnica (estrangulamento anaconda) | UFC 117: Silva vs. Sonnen            | 07/08/2010 | 1     | 3:15  | Oakland, California       |                                     |
| Vitória | 12–3   | Matt Brown     | Finalização (mata leão)                        | UFC 111: St. Pierre vs. Hardy        | 27/03/2010 | 2     | 3:30  | Newark, New Jersey        | Estreia nos Meio Médios.            |
| Vitória | 11–3   | Kendall Grove  | Decisão (unânime)                              | UFC 101: Declaration                 | 08/08/2009 | 3     | 5:00  | Filadélfia                |                                     |
| Vitória | 10–3   | Matt Horwich   | Decisão (unânime)                              | UFC Fight Night: Condit vs. Kampmann | 01/04/2009 | 3     | 5:00  | Nashville, Tennessee      |                                     |
| Derrota | 9–3    | Patrick Côté   | Decisão (dividida)                             | UFC 86: Jackson vs. Griffin          | 05/07/2008 | 3     | 5:00  | Las Vegas, Nevada         |                                     |
| Vitória | 9–2    | Rob Yundt      | Finalização (guilhotina)                       | UFC 81: Breaking Point               | 02/02/2008 | 1     | 1:08  | Las Vegas, Nevada         |                                     |
| Vitória | 8–2    | Ryo Chonan     | Decisão (unânime)                              | Pride Bushido 3                      | 23/05/2004 | 2     | 5:00  | Yokohama                  |                                     |
| Vitória | 7–2    | Nate Marquardt | Finalização (guilhotina)                       | Pancrase: Hybrid 10                  | 30/11/2003 | 1     | 4:53  | Tóquio                    | Pelo Título Peso Médio do Pancrase. |
| Vitória | 6–2    | Kazuo Misaki   | Decisão (majoritária)                          | Pancrase: 10th Anniversary Show      | 31/08/2003 | 3     | 5:00  | Tóquio                    |                                     |
| Vitória | 5–2    | Yuki Sasaki    | Decisão (unânime)                              | Pancrase: Hybrid 4                   | 12/04/2003 | 3     | 5:00  | Tóquio                    |                                     |
| Vitória | 4–2    | Ikuhisa Minowa | Decisão (unânime)                              | Pancrase: Hybrid 2                   | 16/02/2003 | 3     | 5:00  | Osaka                     |                                     |
| Vitória | 3–2    | Osami Shibuya  | Finalização (mata leão)                        | Pancrase: Spirit 8                   | 30/11/2002 | 1     | 3:25  | Yokohama                  |                                     |
| Derrota | 2–2    | Andrei Semenov | Nocaute Técnico (socos)                        | UFC 35                               | 11/01/2002 | 2     | 2:01  | Uncasville, Connecticut   |                                     |
| Vitória | 2–1    | Eugene Jackson | Finalização (triângulo)                        | UFC 33                               | 28/09/2001 | 1     | 4:06  | Las Vegas, Nevada         | Estreia nos Médios.                 |
| Derrota | 1–1    | Matt Lindland  | Desqualificação (repetição de faltas)          | UFC 31                               | 04/05/2001 | 3     | 4:21  | Atlantic City, New Jersey | Lutou nos Meio Pesados.             |
| Vitória | 1–0    | Akira Shoji    | Decisão (unânime)                              | Pride 12                             | 09/12/2000 | 2     | 5:00  | Saitama                   |                                     |